# Science for Life Laboratory

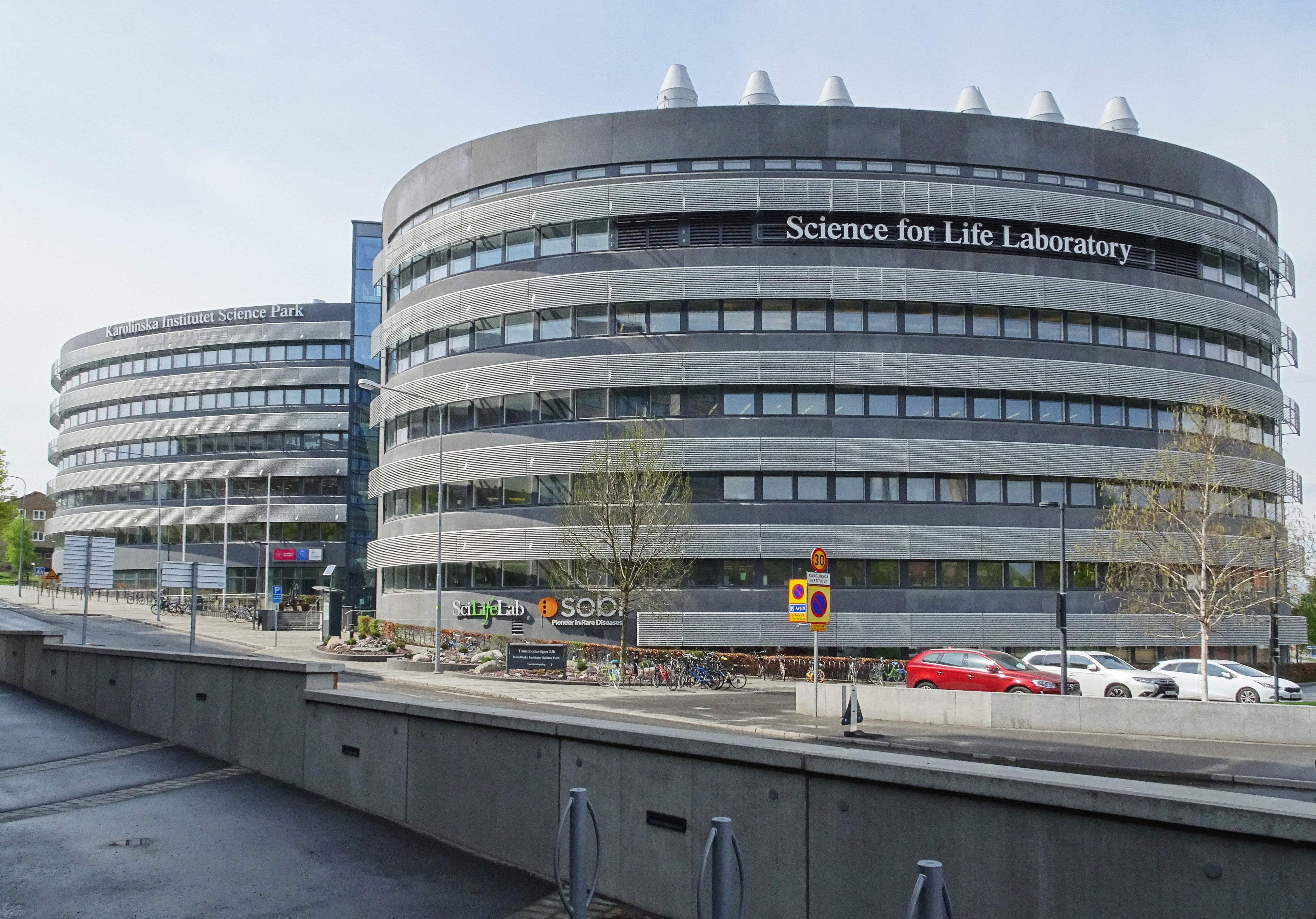
SciLifeLab Campus Solna, beläget vid Karolinska Institutet

Science for Life Laboratory (SciLifeLab) är ett svenskt nationellt vetenskapligt centrum för storskalig forskning inom biovetenskap, medicin och miljö. SciLifeLab startades 2010 gemensamt av de fyra universiteten Karolinska Institutet, Kungliga Tekniska högskolan, Stockholms universitet och Uppsala universitet. År 2013 utsågs SciLifeLab till nationell forskningsinfrastruktur och idag har SciLifeLab verksamhet vid de flesta större svenska lärosäten. 

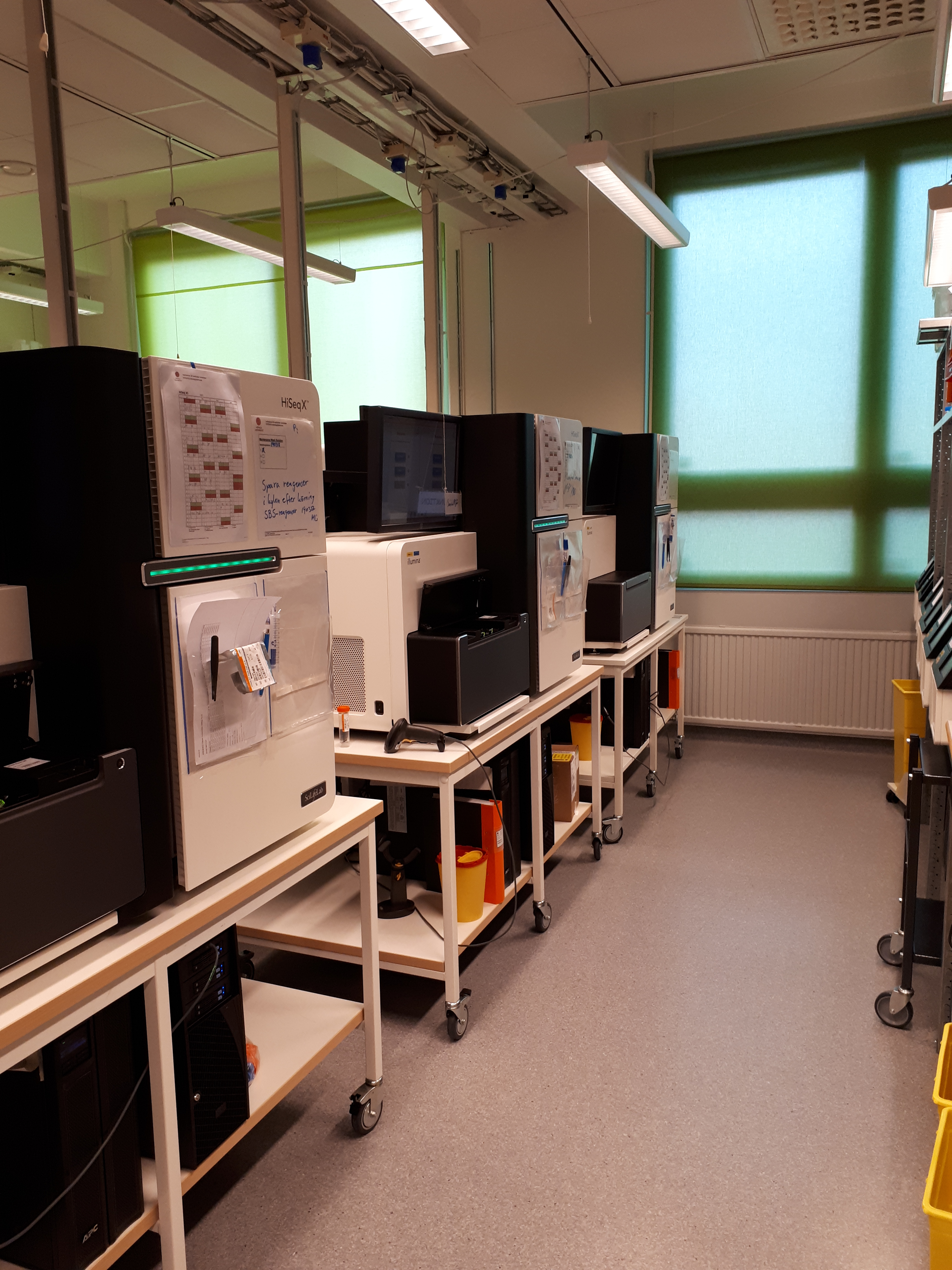
Sekvensieringsmaskiner på SciLifeLab i Uppsala.

Som nationell forskningsinfrastruktur, likt European Spallation Source och MAX IV-laboratoriet, består SciLifeLabs uppdrag i att avancerad teknologi och expertis görs tillgänglig för forskare från universitet och högskolor samt andra forskningsutövare i hela Sverige. Statliga medel för SciLifeLab uppgick till cirka 275 mnkr från regeringen under 2020. Utöver de nationella medlen tillkom cirka 162 mnkr för strategiska forskningsområden.